# Grallina
Grallina är ett litet fågelsläkte i familjen monarker inom ordningen tättingar. Släktet omfattar endast två arter som förekommer i Australien och på Nya Guinea:
- Skatlärka (G. cyanoleuca)
- Forslärka (G. bruijnii)